# كيلي فيكرز
كيلي ويكيرز (من مواليد 20 أغسطس 1989) مضيفة تلفزيونية هولندية وعارضة أزياء وحاملة لقب ملكة جمال بعد فوزها بمسابقة ملكة جمال هولندا 2011 ومثلت بلدها في ملكة جمال الكون 2011 التي احتلت المركز 16.

## روابط خارجية
- الموقع الرسمي
- Website Miss Nederland

| الجوائز و الإنجازات      | الجوائز و الإنجازات   | الجوائز و الإنجازات |
| ------------------------ | --------------------- | ------------------- |
| سبقه ديزيريه فان دن بيرغ | ملكة جمال هولندا 2011 | تبعه ناتالي دن ديكر |